# Lácacséke

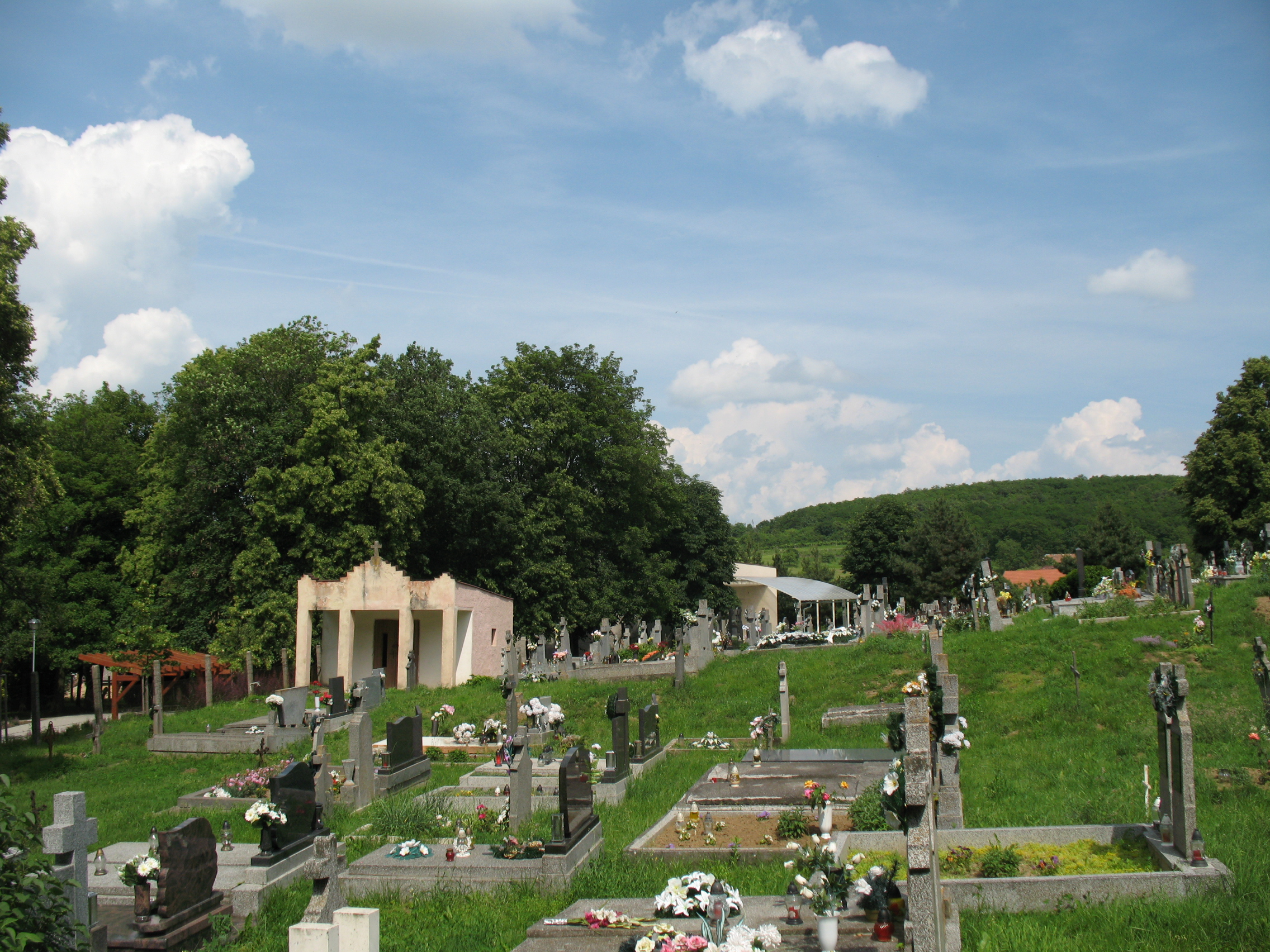
hřbitov

Lácacséke je vesnice v Maďarsku, v Boršodsko-abovsko-zemplinské župě v Cigándském okrese.
Má rozlohu 1637 ha a žije tu 326 obyvatel (2007).
Obec Lácacséke se skládá ze dvou částí: Láca a Cséke

## Obyvatelstvo
Obyvatelstvo tvoří 75% Maďarů a 25% Romů.

## Zajímavosti
- řeckokatolický kostel v části Cséke
- kostel reformované církve v části Láca
- kamenná kalvárie